# Volley Millenium Brescia 2021-2022
Questa voce raccoglie le informazioni riguardanti la Volley Millenium Brescia nelle competizioni ufficiali della stagione 2021-2022.

## Stagione
Nella stagione 2021-22 la Volley Millenium Brescia assume la denominazione sponsorizzata di Banca Valsabbina Millenium Brescia.
Partecipa per la terza volta alla Serie A2 chiudendo il girone A della regular season di campionato al primo posto in classifica; disputa lo spareggio promozione con il Pinerolo, prima classificata del girone B, perdendo la serie alla quarta gara. Accede quindi ai play-off promozione dove viene eliminata in semifinale dal Mondovì.
Grazie al secondo posto in classifica al termine del girone di andata della regular season partecipa alla Coppa Italia di Serie A2, che vince sconfiggendo in finale l'Adolfo Consolini.

## Organigramma
Area direttiva
- Presidente: Roberto Catania
- Direttore generale: Emanuele Catania

Area tecnica
- Allenatore: Alessandro Beltrami
- Allenatore in seconda: Mattia Cozzi
- Assistente allenatore: Simone Truzzi
- Scout man: Marco Bolzoni
- Team manager: Paolo Biasin

Area comunicazione
- Responsabile comunicazione: Daniele Bianchin
- Fotografo: Massimo Bandera

Area sanitaria
- Preparatore atletico: Sergio Padovani
- Fisioterapista: Elisa Fontanesi, Luca Pedrazzani

## Rosa
| N° | Nome               | Ruolo | Data di nascita  | Nazionalità sportiva |
| -- | ------------------ | ----- | ---------------- | -------------------- |
| 1  | Rachele Morello    | P     | 7 novembre 2000  | Italia               |
| 3  | Beatrice Giroldi   | P     | 3 aprile 1995    | Italia               |
| 4  | Marika Bianchini   | S     | 23 aprile 1993   | Italia               |
| 5  | Michela Ciarrocchi | C     | 16 dicembre 1999 | Italia               |
| 6  | Silvia Fondriest   | C     | 29 dicembre 1988 | Italia               |
| 7  | Sophie Blasi       | S     | 16 dicembre 2002 | Italia               |
| 8  | Giorgia Sironi     | O     | 24 febbraio 1995 | Italia               |
| 9  | Lea Cvetnić        | S     | 2 febbraio 1999  | Croazia              |
| 10 | Emma Tenca         | L     | 25 luglio 2005   | Italia               |
| 12 | Rebecca Piva       | S     | 1º maggio 2001   | Italia               |
| 14 | Alice Tanase       | S     | 25 maggio 2000   | Italia               |
| 15 | Serena Scognamillo | L     | 24 febbraio 2001 | Italia               |
| 16 | Giulia Bartesaghi  | S     | 5 settembre 1998 | Italia               |
| 17 | Anna Caneva        | C     | 18 marzo 1992    | Italia               |

## Mercato
| Acquisti | Acquisti           | Acquisti             | Acquisti   |
| R.       | Nome               | da                   | Modalità   |
| -------- | ------------------ | -------------------- | ---------- |
| S        | Giulia Bartesaghi  | Talmassons           | definitivo |
| S        | Marika Bianchini   | -                    | definitivo |
| S        | Sophie Blasi       | Montale              | definitivo |
| C        | Anna Caneva        | Cutrofiano           | definitivo |
| C        | Michela Ciarrocchi | Casalmaggiore        | definitivo |
| C        | Silvia Fondriest   | Trentino Rosa        | definitivo |
| P        | Beatrice Giroldi   | Volta                | definitivo |
| P        | Rachele Morello    | Olimpia Teodora      | definitivo |
| S        | Rebecca Piva       | Trentino Rosa        | definitivo |
| L        | Serena Scognamillo | Libertas Martignacco | definitivo |
| O        | Giorgia Sironi     | CUS Torino           | definitivo |
| S        | Alice Tanase       | Mondovì              | definitivo |

| Cessioni | Cessioni             | Cessioni       | Cessioni   |
| R.       | Nome                 | a              | Modalità   |
| -------- | -------------------- | -------------- | ---------- |
| S        | Giulia Angelina      | Futura Giovani | definitivo |
| P        | Marta Bechis         | Casalmaggiore  | definitivo |
| C        | Beatrice Berti       | Trentino Rosa  | definitivo |
| S        | Federica Biganzoli   | Futura Giovani | definitivo |
| C        | Alexandra Botezat    | Megavolley     | definitivo |
| P        | Ulrike Bridi         | Sicilia        | definitivo |
| S        | Saskia Hippe         | Olympiakos     | definitivo |
| S        | Marrit Jasper        | Cuneo Granda   | definitivo |
| O        | Anna Nicoletti       | Aydın BB       | definitivo |
| L        | Francesca Parlangeli | RC Cannes      | definitivo |
| L        | Ylenia Pericati      | Pinerolo       | definitivo |
| L        | Chiara Sala          | Intermedia     | definitivo |
| C        | Tiziana Veglia       | RC Cannes      | definitivo |

## Risultati

### Serie A2

#### Girone di andata
| 1ª Giornata - 10 ottobre 2021 PalaGeorge, Montichiari       | Millenium Brescia | 3 - 0 | Altino            | 25-10, 25-15, 25-20               |
| 2ª Giornata - 16 ottobre 2021 PalaBorsani, Castellanza      | Futura Giovani    | 2 - 3 | Millenium Brescia | 16-25, 25-16, 23-25, 25-14, 12-15 |
| 3ª Giornata - 23 ottobre 2021 PalaCoccia, Veroli            | Assitec           | 1 - 3 | Millenium Brescia | 25-21, 9-25, 21-25, 18-25         |
| 4ª Giornata - 31 ottobre 2021 PalaGeorge, Montichiari       | Millenium Brescia | 3 - 0 | Hermaea           | 25-19, 25-15, 25-17               |
| 5ª Giornata - 3 novembre 2021 PalaBellina, Marsala          | Marsala           | 0 - 3 | Millenium Brescia | 19-25, 21-25, 15-25               |
| 6ª Giornata - 7 novembre 2021 PalaGeorge, Montichiari       | Millenium Brescia | 0 - 3 | Adolfo Consolini  | 15-25, 17-25, 22-25               |
| 7ª Giornata - 13 novembre 2021 PalaMoncada, Porto Empedocle | Aragona           | 2 - 3 | Millenium Brescia | 25-23, 25-19, 19-25, 19-25, 11-15 |
| 9ª Giornata - 21 novembre 2021 PalaGeorge, Montichiari      | Millenium Brescia | 3 - 0 | Olimpia Teodora   | 25-13, 25-17, 25-23               |
| 10ª Giornata - 28 novembre 2021 PalaFontescodella, Macerata | Helvia Recina     | 2 - 3 | Millenium Brescia | 30-28, 20-25, 26-24, 19-25, 9-15  |
| 11ª Giornata - 5 dicembre 2021 PalaGeorge, Montichiari      | Millenium Brescia | 1 - 3 | Academy Sassuolo  | 26-24, 23-25, 27-29, 21-25        |

#### Girone di ritorno
| 12ª Giornata - 19 dicembre 2021 Palazzetto dello Sport, Lanciano                 | Altino            | 0 - 3 | Millenium Brescia | 19-25, 18-25, 11-25               |
| 13ª Giornata - 16 febbraio 2022 PalaGeorge, Montichiari                          | Millenium Brescia | 3 - 0 | Futura Giovani    | 25-17, 25-21, 25-23               |
| 14ª Giornata - 9 febbraio 2022 PalaGeorge, Montichiari                           | Millenium Brescia | 3 - 0 | Assitec           | 25-20, 25-19, 25-21               |
| 15ª Giornata - 2 febbraio 2022 Geopalace, Olbia                                  | Hermaea           | 0 - 3 | Millenium Brescia | 23-25, 18-25, 19-25               |
| 16ª Giornata - 23 gennaio 2022 PalaGeorge, Montichiari                           | Millenium Brescia | 3 - 0 | Marsala           | 26-24, 25-17, 25-19               |
| 17ª Giornata - 30 gennaio 2022 Palazzetto dello Sport, San Giovanni in Marignano | Adolfo Consolini  | 2 - 3 | Millenium Brescia | 16-25, 20-25, 25-22, 25-21, 11-15 |
| 18ª Giornata - 6 febbraio 2022 PalaGeorge, Montichiari                           | Millenium Brescia | 3 - 1 | Aragona           | 23-25, 25-15, 25-20, 25-11        |
| 20ª Giornata - 20 febbraio 2022 PalaCosta, Ravenna                               | Olimpia Teodora   | 0 - 3 | Millenium Brescia | 21-25, 23-25, 22-25               |
| 21ª Giornata - 27 febbraio 2022 PalaGeorge, Montichiari                          | Millenium Brescia | 3 - 0 | Helvia Recina     | 25-21, 25-12, 25-16               |
| 22ª Giornata - 6 marzo 2022 Palestra Santissima Consolata, Sassuolo              | Academy Sassuolo  | 0 - 3 | Millenium Brescia | 15-25, 21-25, 19-25               |

#### Spareggio promozione
| Finale (gara 1) - 14 marzo 2022 PalaMaddalene, Chieri   | Pinerolo          | 3 - 0 | Millenium Brescia | 28-26, 25-22, 25-16               |
| Finale (gara 2) - 20 marzo 2022 PalaGeorge, Montichiari | Millenium Brescia | 2 - 3 | Pinerolo          | 22-25, 27-25, 19-25, 25-17, 10-15 |
| Finale (gara 3) - 27 marzo 2022 PalaMaddalene, Chieri   | Pinerolo          | 2 - 3 | Millenium Brescia | 25-19, 25-27, 25-23, 24-26, 14-16 |
| Finale (gara 4) - 4 aprile 2022 PalaGeorge, Montichiari | Millenium Brescia | 0 - 3 | Pinerolo          | 21-25, 15-25, 21-25               |

#### Play-off promozione
| Semifinali (gara 1) - 24 aprile 2022 PalaGeorge, Montichiari | Millenium Brescia | 1 - 3 | Mondovì           | 17-25, 25-14, 20-25, 16-25 |
| Semifinali (gara 1) - 28 aprile 2022 PalaManera, Mondovì     | Mondovì           | 3 - 1 | Millenium Brescia | 18-25, 25-20, 25-22, 25-18 |

### Coppa Italia di Serie A2
| Quarti di finale - 22 dicembre 2021 PalaGeorge, Montichiari     | Millenium Brescia | 3 - 2 | Talmassons        | 26-24, 20-25, 24-26, 25-21, 15-12 |
| Semifinali - 30 dicembre 2021 PalaGeorge, Montichiari           | Millenium Brescia | 3 - 0 | Futura Giovani    | 25-18, 25-17, 25-20               |
| Finale - 16 aprile 2022 Belladelli Forum, Villafranca di Verona | Adolfo Consolini  | 1 - 3 | Millenium Brescia | 23-25, 20-25, 25-20, 12-25        |

## Statistiche

### Statistiche di squadra
| Competizione             | Punti | In casa | In casa | In casa | In trasferta | In trasferta | In trasferta | Totale | Totale | Totale |
| Competizione             | Punti | G       | V       | P       | G            | V            | P            | G      | V      | P      |
| ------------------------ | ----- | ------- | ------- | ------- | ------------ | ------------ | ------------ | ------ | ------ | ------ |
| Serie A2                 | 50    | 13      | 8       | 5       | 13           | 11           | 2            | 26     | 19     | 7      |
| Coppa Italia di Serie A2 | -     | 2       | 2       | 0       | 1            | 1            | 0            | 3      | 3      | 0      |
| Totale                   | -     | 15      | 10      | 5       | 14           | 12           | 2            | 29     | 22     | 7      |

G = partite giocate; V = partite vinte; P = partite perse 

### Statistiche dei giocatori
| Giocatore      | Serie A2 | Serie A2 | Serie A2 | Serie A2 | Serie A2 | Coppa Italia di Serie A2 | Coppa Italia di Serie A2 | Coppa Italia di Serie A2 | Coppa Italia di Serie A2 | Coppa Italia di Serie A2 | Totale | Totale | Totale | Totale | Totale |
| Giocatore      | P        | PT       | AV       | MV       | BV       | P                        | PT                       | AV                       | MV                       | BV                       | P      | PT     | AV     | MV     | BV     |
| -------------- | -------- | -------- | -------- | -------- | -------- | ------------------------ | ------------------------ | ------------------------ | ------------------------ | ------------------------ | ------ | ------ | ------ | ------ | ------ |
| G. Bartesaghi  | 12       | 48       | 43       | 4        | 1        | 2                        | 18                       | 15                       | 3                        | 0                        | 14     | 66     | 58     | 7      | 1      |
| M. Bianchini   | 24       | 338      | 279      | 12       | 47       | 3                        | 51                       | 43                       | 4                        | 4                        | 27     | 389    | 322    | 16     | 51     |
| S. Blasi       | 18       | 14       | 10       | 0        | 4        | 3                        | 1                        | 0                        | 0                        | 1                        | 21     | 15     | 10     | 0      | 5      |
| A. Caneva      | 12       | 36       | 20       | 14       | 2        | 1                        | 14                       | 10                       | 4                        | 0                        | 13     | 50     | 30     | 18     | 2      |
| M. Ciarrocchi  | 26       | 226      | 158      | 50       | 18       | 3                        | 26                       | 21                       | 5                        | 0                        | 29     | 252    | 179    | 55     | 18     |
| L. Cvetnić     | 25       | 332      | 284      | 16       | 32       | 3                        | 52                       | 47                       | 1                        | 4                        | 28     | 384    | 331    | 17     | 36     |
| S. Fondriest   | 23       | 167      | 129      | 28       | 10       | 2                        | 20                       | 14                       | 6                        | 0                        | 25     | 187    | 143    | 34     | 10     |
| B. Giroldi     | 14       | 0        | 0        | 0        | 0        | 3                        | 3                        | 1                        | 0                        | 2                        | 17     | 3      | 1      | 0      | 2      |
| R. Morello     | 26       | 49       | 30       | 9        | 10       | 2                        | 3                        | 1                        | 2                        | 0                        | 28     | 52     | 31     | 11     | 10     |
| R. Piva        | 14       | 220      | 182      | 26       | 12       | 1                        | 14                       | 8                        | 3                        | 3                        | 15     | 234    | 190    | 29     | 15     |
| S. Scognamillo | 26       | 0        | 0        | 0        | 0        | 3                        | 0                        | 0                        | 0                        | 0                        | 29     | 0      | 0      | 0      | 0      |
| G. Sironi      | 17       | 72       | 63       | 7        | 2        | 2                        | 3                        | 3                        | 0                        | 0                        | 19     | 75     | 66     | 7      | 2      |
| A. Tanase      | 10       | 109      | 94       | 6        | 9        | -                        | -                        | -                        | -                        | -                        | 10     | 109    | 94     | 6      | 9      |
| E. Tenca       | 1        | 1        | 0        | 0        | 1        | 1                        | 0                        | 0                        | 0                        | 0                        | 2      | 1      | 0      | 0      | 1      |

P = presenze; PT = punti totali; AV = attacchi vincenti; MV = muri vincenti; BV = battute vincenti